# ترانه‌شناسی نوش‌آفرین

## آلبوم‌ها

### خاطره‌ها / روزهای آشنا
| نام ترانه          | ترانه‌سرا      | آهنگساز        | تنظیم         | سال           |
| ------------------ | ------------- | -------------- | ------------- | ------------- |
| قبله               | مهدی لواسانی  | فریدون خشنود   | فریدون خشنود  | ۱۳۵۴          |
| پیچک               | سعید دبیری    | فریدون خشنود   | اریک ارکانت   | ۱۳۵۴          |
| اوج                | مهدی لواسانی  | فریدون خشنود   | فریدون خشنود  | ۱۳۵۴          |
| گریز               | مینا اسدی     | فریدون خشنود   | فریدون خشنود  | ۱۳۵۴          |
| پرستش              | مهدی لواسانی  | فریدون خشنود   | اریک ارکانت   | ۱۳۵۴          |
| من و باد           | هومن ذکایی    | فریدون خشنود   | فریدون خشنود  | ۱۳۵۴          |
| راهبه              | لیلا کسری     | فریدون خشنود   | اریک ارکانت   | ۱۳۵۴          |
| هیچ                | لیلا کسری     | فریدون خشنود   | فریدون خشنود  | ۱۳۵۵          |
| خط ساحل            | لیلا کسری     | فریدون خشنود   | اریک ارکانت   | ۱۳۵۵          |
| گل آفتاب‌گردون      | لیلا کسری     | ترکی استانبولی | شهداد روحانی  | ۱۳۵۵          |
| حوا                | لیلا کسری     | فریدون خشنود   | اریک ارکانت   | ۱۳۵۵          |
| کاکلی              | لیلا کسری     | فریدون خشنود   |               | فروردین ۱۳۵۵  |
| خلعت               | لیلا کسری     | فریدون خشنود   | منوچهر چشم‌آذر | شهریور ۱۳۵۵   |
| دعوت               | لیلا کسری     | فریدون خشنود   | منوچهر چشم‌آذر | ۱۳۵۵          |
| تو نمیتونی بد باشی | لیلا کسری     | فریدون خشنود   |               | ۱۳۵۶          |
| صدای مهربونی       | لیلا کسری     | فریدون خشنود   |               | ۱۳۵۶          |
| دو همزبون          | تورج نگهبان   | ارمنی          | اریک ارکانت   | مرداد ۱۳۵۶    |
| به چشم تو          | تورج نگهبان   | فریدون خشنود   | فریدون خشنود  | ۱۳۵۶          |
| فریاد              | فاروق امیری   | فریدون خشنود   | منوچهر چشم‌آذر | ۱۳۵۶          |
| صاحب               | سعید دبیری    | فریدون خشنود   | اریک ارکانت   | ۱۳۵۶          |
| عاشقم باش          | سعید دبیری    | فریدون خشنود   |               | اردیبهشت ۱۳۵۷ |
| بخون بخون          | اردلان سرفراز | فریدون خشنود   | منوچهر چشم‌آذر | خرداد ۱۳۵۷    |
| غریبه‌ها            | اردلان سرفراز | فریدون خشنود   | منوچهر چشم‌آذر | ۱۳۵۷          |

### دختر شاه پریون (۱۹۹۴/۱۳۷۳)
| نام ترانه      | ترانه‌سرا        | آهنگساز         | تنظیم           |
| -------------- | --------------- | --------------- | --------------- |
| یواش یواش      | مهداد زند کریمی | مهداد زند کریمی | مهداد زند کریمی |
| دختر شاه پریون | مهداد زند کریمی | مهداد زند کریمی | مهداد زند کریمی |
| عاشق           | مهداد زند کریمی | مهداد زند کریمی | مهداد زند کریمی |
| آشنا           | مهداد زند کریمی | مهداد زند کریمی | مهداد زند کریمی |
| گل آفتابگردون  | لیلا کسری       | ترکی استانبولی  | دیوید بتسامو    |
| فاصله          | فریدون علیخانی  | پرویز رحمان‌پناه | پرویز رحمان‌پناه |

### اکسیژن (۱۹۹۵/۱۳۷۴)
| نام ترانه          | ترانه‌سرا      | آهنگساز       | تنظیم         |
| ------------------ | ------------- | ------------- | ------------- |
| اکسیژن             | شهیار قنبری   | عبدی یمینی    | عبدی یمینی    |
| عاشق ندیده         | مینا جلالی    | صادق نوجوکی   | صادق نوجوکی   |
| همیشه من دیر می‌رسم | شهیار قنبری   | عبدی یمینی    | عبدی یمینی    |
| اگه بودی           | علیرضا میبدی  | مهرداد آسمانی | برایان وی     |
| سراب               | اردلان سرفراز | حسن شماعی‌زاده | عبدی یمینی    |
| عشق کامل           | علیرضا میبدی  | مهرداد آسمانی | منوچهر چشم‌آذر |

### نازنین عاشق (۱۹۹۷/۱۳۷۶)
| نام ترانه          | ترانه‌سرا     | آهنگساز       | تنظیم               |
| ------------------ | ------------ | ------------- | ------------------- |
| نازنین عاشق        | مینا جلالی   | محلی افغانی   | فرهاد مرفه (برایان) |
| جاده               | هما میرافشار | حسن شماعی‌زاده | مهداد زند کریمی     |
| مسافر              | ژاکلین       | محلی ترکی     | آندرانیک مرادیان    |
| گریز               | مینا اسدی    | فریدون خشنود  | آرمن آهارونیان      |
| گل‌های کابل         | بهار سعید    | محلی افغانی   | فرهاد مرفه          |
| جام بلور           | مینا جلالی   | فرهاد مرفه    | فرهاد مرفه          |
| مسافر (اجرای دوم)  | ژاکلین       | محلی ترکی     | فرهاد مرفه          |
| معجزه‌گر (بازخواني) | منصور تهراني | ناصر چشم‌آذر   | آرا هایراپتیان      |

### سبزه به ناز می‌آید (۱۹۹۹/۱۳۷۸)
| نام ترانه         | ترانه‌سرا      | آهنگساز      | تنظیم        |
| ----------------- | ------------- | ------------ | ------------ |
| سبزه به ناز می‌آید | بهار سعید     | افغانی       | فرهاد مرفه   |
| پیچک              | سعید دبیری    | فریدون خشنود | فرهاد مرفه   |
| پیچک              | سعید دبیری    | فریدون خشنود | فرزین فرهادی |
| بگو بگو           | زویا زاکاریان | فرزین فرهادی | فرزین فرهادی |
| گله نکن           | زویا زاکاریان | فرهاد مرفه   | فرهاد مرفه   |
| چشم سیاه          | مینا جلالی    | طوفان        | فرهاد مرفه   |
| صدای مهربونی      | لیلا کسری     | فریدون خشنود | فرهاد مرفه   |
| صاحب              | سعید دبیری    | فریدون خشنود | فرهاد مرفه   |
| عاشقم باش         | سعید دبیری    | فریدون خشنود | فرهاد مرفه   |

### هفت دریا (۲۰۰۱/۱۳۸۰)
| نام ترانه     | ترانه‌سرا       | آهنگساز       | تنظیم          |
| ------------- | -------------- | ------------- | -------------- |
| موندگار       | زویا زاکاریان  | فرزین فرهادی  | فرزین فرهادی   |
| غربت          | سعید محمدی     | سعید محمدی    | رامین زمانی    |
| فرصت          | زویا زاکاریان  | فرزین فرهادی  | فرزین فرهادی   |
| هفت دریا      | پاکسیما زکی‌پور | خشایار استوار | آرا هایراپتیان |
| مرا دریاب     | پاکسیما زکی‌پور | خشایار استوار | فرزین فرهادی   |
| سلام          | پاکسیما زکی‌پور | شهرام آذر     | شهرام آذر      |
| صدام کن       | پاکسیما زکی‌پور | خشایار استوار | فرزین فرهادی   |
| غربت (بی‌کلام) | غربت (بی‌کلام)  | سعید محمدی    | رامین زمانی    |

### شب تو شب من (۲۰۰۳/۱۳۸۲)
| نام ترانه         | ترانه‌سرا       | آهنگساز                   | تنظیم        |
| ----------------- | -------------- | ------------------------- | ------------ |
| گل سرخ            | مینا جلالی     | فرزین فرهادی              | فرزین فرهادی |
| شب تو شب من       | پاکسیما زکی‌پور | شهرام آذر و گروه سلیمانیه | شهرام آذر    |
| دست و دل بازی عشق | مینا جلالی     | رامین زمانی               | دیوید بتسامو |
| کاشکی             | پاکسیما زکی‌پور | شهرام آذر و گروه سلیمانیه | شهرام آذر    |
| زیم زیم (افغانی)  | بهار سعید      | افغانی                    | فرزین فرهادی |
| توی تو            | پاکسیما زکی‌پور | سانگتار                   | فرزین فرهادی |
| سوهانی رات (هندی) | مالکیت سنیگ    | سانگتار                   | فرزین فرهادی |

### عطش (۲۰۰۶/۱۳۸۵)
| نام ترانه                      | ترانه‌سرا       | آهنگساز       | تنظیم         |
| ------------------------------ | -------------- | ------------- | ------------- |
| زنگ در                         | مینا جلالی     | حبیب محبیان   | اندی جی       |
| دروغ نیست                      | پاکسیما زکی‌پور | حبیب محبیان   | فریدون اسکندر |
| یواش‌یواش                       | پاکسیما زکی‌پور | فرزین فرهادی  | فرزین فرهادی  |
| آشتی                           | پاکسیما زکی‌پور | بندری         | شهرام آذر     |
| آن زمان                        | پاکسیما زکی‌پور | فرزین فرهادی  | فرزین فرهادی  |
| عاشقانه (با شهریار)            | امید اولیایی   | فرزین فرهادی  | فرزین فرهادی  |
| عطش                            | مینا جلالی     | ترکی          | فریدون اسکندر |
| مهمونی                         | مینا جلالی     | فریدون اسکندر | منوچهر چشم‌آذر |
| میخک نقره‌ای (با فریدون فرخزاد) | فریدون فرخزاد  | فریدون خشنود  | فریدون خشنود  |

### کوچهٔ رنگی (۲۰۰۸/۱۳۸۷)
| نام ترانه               | ترانه‌سرا       | آهنگساز                     | تنظیم         |
| ----------------------- | -------------- | --------------------------- | ------------- |
| اهل دل                  | شیدا شفیعی     | فریدون اسکندر               | فریدون اسکندر |
| کوچهٔ رنگی               | مینا جلالی     | وحید قاسمی                  | فریدون اسکندر |
| رأس ساعت ستاره          | آریا آرمان‌نژاد | آریا آرمان‌نژاد              | فریدون اسکندر |
| کی شد عاشق              | مینا جلالی     | فریدون اسکندر و محمد روهنده | فریدون اسکندر |
| شور آفرین               | مینا جلالی     | وحید قاسمی                  | فریدون اسکندر |
| چرا                     | مینا جلالی     | سردار ارتاچ                 | فریدون اسکندر |
| مهمونی (اجرای دوم)      | مینا جلالی     | فریدون اسکندر               | فریدون اسکندر |
| رأس ساعت ستاره (ریمیکس) | آریا آرمان‌نژاد | آریا آرمان‌نژاد              | فریدون اسکندر |
| یا علی                  | مینا جلالی     | پریتام چاکرابورتی           | فریدون اسکندر |

## تک آهنگ‌ها
| نام ترانه                         | ترانه‌سرا        | آهنگساز          | تنظیم‌کننده              | سال انتشار |
| --------------------------------- | --------------- | ---------------- | ----------------------- | ---------- |
| ای برتر (همراه ابی و شهرام شب‌پره) |                 |                  |                         | ۱۳۵۵       |
| موسیقی (همراه جمعی از خوانندگان)  | پاکسیما زکی‌پور  | رامون            | رامون                   | ۱۳۸۵ ۲۰۰۶  |
| آره وای وای (همراه کیا)           | تورج نگهبان     | فریدون خشنود     | فریدون اسکندر           | ۱۳۸۶ ۲۰۰۷  |
| تب و تاب (همراه کیا)              | مینا جلالی      | اندی جی          | اندی جی                 | ۱۳۸۹ ۲۰۱۱  |
| رویا                              | امید پارسی      | ارمیا نیک        | اندی جی                 | ۱۳۹۳ ۲۰۱۴  |
| با تو                             | امیر شیرازی     | سعید جرا         | فرزین فرهادی            | ۱۳۹۴ ۲۰۱۵  |
| تقاص                              | پدیده نیشابوری  | پیمان ایزدی      | حمید مجدی               | ۱۳۹۴ ۲۰۱۵  |
| فقط تورو میخوام                   | نوید غیاثی      | اشکان خشایی      | کسری ایمان، شهرام فرشید | ۱۳۹۵ ۲۰۱۶  |
| ای جان                            | امیر شیرازی     | آرمین مکری       | علی احمدی               | ۱۳۹۸ ۲۰۱۹  |
| دوست دارم                         | نوید غیاثی      | حسین تیموری      | علی احمدی               | ۱۴۰۰ ۲۰۲۱  |
| ذره ذره                           | فروزان ابراهیمی | امیر شیرازی      | حسن تقی‌زاده             | ۱۴۰۰ ۲۰۲۱  |
| ماه                               | پیام ربیعی      | امیرحسین حسن‌زاده | امیرحسین حسن‌زاده        | ۱۴۰۳ ۲۰۲۴  |